# Юстинианова чума
Юстиниа́нова чума́ — первая в истории зарегистрированная пандемия (мировая эпидемия) чумы, возникшая во время правления византийского императора Юстиниана I и охватившая почти всю территорию цивилизованного мира того времени. В виде отдельных вспышек и эпидемий проявлялась на протяжении двух веков — с 541 года до середины VIII века.
По свидетельствам историков и летописцев, первоначально эпидемия чумы вспыхнула в 542 г. в Египте, в городе Пелусий, который был крупным и важным центром посреднической торговли между Востоком и Западом. Исторические сведения о том, откуда чума пришла в Пелусий — отсутствуют, и первоначально предполагалось, что чума пришла в Пелусий из Африки. В 2017 г. филогенетический анализ подтвердил теорию о том, что возбудитель чумы был занесен из долговременных природных очагов в популяциях грызунов в Китае.   
По средиземноморским торговым путям болезнь достигла Константинополя и далее из этого центра распространилась на северные, южные и восточные части Византии. Эпидемия прошлась по Северной Африке, всей Европе, Центральной и Южной Азии и Аравии, но практически не коснулась Восточной Азии.
В Византийской империи эпидемия достигла апогея около 544 года, когда в Константинополе ежедневно умирало до 5 тысяч человек, а в отдельные дни смертность достигала и 10 тысяч. Жертвами чумы на Востоке стало около 66 миллионов человек (погибло две трети населения Константинополя), в Европе от неё погибло до 25 миллионов человек.
Болезнь проходила преимущественно в бубонной и септической форме. Никто из современников эпидемии не упомянул о таком бросающемся в глаза признаке, говорящем о лёгочной чуме, как кровохаркание. Особенный ужас наводила на современников первично-септическая чума, при которой внешне здоровый человек  погибал в день заражения, причем до появления каких-либо клинических признаков.
В 2013 году исследователи пришли к выводу, что возбудителем эпидемии была та же чумная палочка, что и у бубонной чумы.

## Хронология пандемии
- 542 год — Пелусий — начало эпидемии[1].
- 544 год — Константинополь.
- 543, 565 годы — Италия.
- 546 год — Галлия.
- 571 год — Лигурия.
- 590, 690 годы — Рим.
- 664, 672, 679 и 683 годы — Англия и Ирландия[5].

## Свидетельства современников
- Прокопий Кесарийский: «От чумы не было человеку спасения, где бы он ни жил — ни на острове, ни в пещере, ни на вершине горы… Много домов опустело, и случалось, что многие умершие, за неимением родственников или слуг, лежали по нескольку дней несожжёнными. В это время мало кого можно было застать за работой. Большинство людей, которых можно было встретить на улице, были те, кто относил трупы. Вся торговля замерла, все ремесленники бросили своё ремесло…»[1]
- Евагрий Схоластик (сам переболевший чумой): «Язва эта обнаруживалась различными болезнями: у некоторых она начиналась с головы, — причём глаза наливались кровью, лицо опухало, — потом переходила к горлу и, охватив его, лишала человека жизни; у других открывался понос; у третьих обнаруживалась опухоль в паху, а затем — необыкновенная горячка, — и они на другой или на третий день умирали, вовсе не сознавая себя больными и чувствуя крепость в теле; иные впадали в помешательство и в этом состоянии испускали дух; иногда вскакивали на теле и поражали людей смертью чёрные язвенные чирьи; некоторые, подвергшись язве однажды или дважды и оправившись от неё, после опять подвергались ей и умирали. Способы заимствования болезни были столь разнообразны, что их и не сочтёшь: одни гибли от того только, что обращались и ели вместе с больными; другие — от одного прикосновения к ним; иные — побывав только в доме, а те — на площади; некоторые, убежав из заражённых болезнью городов, сами оставались невредимы, зато приносили с собой болезнь здоровым; а были и такие, которые при всём том, что жили с больными и прикасались не только к заражённым, но и к умершим, оставались совершенно свободными от болезни; иные же, лишившись всех своих детей или домашних, хотя и желали умереть и нарочно обращались с больными, однако не подвергались заразе, так как бы она действовала наперекор их желанию. Эта язва, как сказано, продолжает свирепствовать до сего времени 52 года, и превзошла все прежде бывшие язвы. Между тем Филострат удивляется и тому, что в его время язва длилась 15 лет»[6] (С современной точки зрения эти разнообразные способы заимствования болезни никаких загадок не представляют — с тех пор, как ученые открыли, что «возбудитель чумы переносится блохами»[1]).